# Lynne Cheney
Lynne Ann Cheney (de soltera Vincent), (Casper, Wyoming, 14 de agosto de 1941) es la esposa del exvicepresidente de los Estados Unidos Richard B. Cheney.
Lynne Cheney es autora de Telling the Truth (Simon & Shuster, 1995), un libro sobre el impacto de las tendencias culturales en la sociedad y autora, con su esposo, de Kings of the Hill (segunda edición, 1996), una reseña de nueve de los líderes más poderosos de la Cámara de Representantes. También ha escrito novelas, columnas periodísticas y fue editora de la revista Washingtonian. De 1996 a 1998, fue copresentadora de Crossfire Sunday.
Actualmente es miembro del directorio de Readers Digest Association y de Amex Mutual Funds.
Lynne Cheney obtuvo su diploma de bachillerato en letras en Colorado College, su maestría en letras en University of Colorado y su doctorado con especialización en Literatura Británica del siglo XIX en University of Wisconsin. 
Richard Cheney y Lynne Cheney contrajeron matrimonio en 1964. Tienen dos hijas adultas, Mary y Elizabeth y tres nietas, Kate, Elizabeth y Grace, y un nieto Philip.